# Северная Корона (телеканал)
«Северная корона» — московский телеканал, осуществлявший своё вещание с 1 января 1993 по 17 июля 1994 года. Редакции и студии телеканала располагались в телецентре «Останкино» (АСК-1).

## История
1 января 1993 года телеканал основан Международным телевизионным бизнес-университетом, основанным в свою очередь Международным фондом «За выживание и развитие человечества» как ЗАО «Северная корона», Совместно с Московской независимой вещательной корпорацией. Международный телевизионный бизнес-университет выиграл конкурс за шестой частотный канал.
17 июля 1994 года телеканал был закрыт. Его эфирное время перешло телеканалу «ТВ-6», где несколько месяцев продолжали идти программы производства МТБУ.

## Программы
«Северная корона» обращалась к людям, интересующимся проблемами экономики. Несмотря на отсутствие финансирования, в эфир включались художественные, документальные, научно-познавательные фильмы и развлекательные передачи. Целью телеканала являлось расширение кругозора аудитории и повышение уровня её культуры.